# Ibera skolo
La ibera skolo és una de les principals escoles literàries de la literatura en esperanto actual. Es va donar a conèixer a partir de la publicació del poemari Ibere libere el 1993, que incloïa obres de Miguel Fernández, Liven Dek (Miguel Gutiérrez), Jorge Camacho (també conegut com a Georgo Kamaĉo) i Gonçalo Neves. L'autor del sobrenom és István Ertl.
Altres noms del grup són: Ricardo F. Albert Reyna, Alberto Franco, Hèctor Alòs i Font, Abel Montagut, Joxemari Sarasua i Antonio Valén.
Les obres d'aquest grup han tingut una gran influència a la literatura esperantista i han estat recollides en diferents antologies. Els membres del grup han cultivat diferents gèneres literaris, a més de la poesia, com la prosa, el teatre, la narració breu o l'assaig. A més d'obres originals, també són molt populars les seves traduccions a l'esperanto.